# Quốc lộ 9A
De Quốc lộ 9A (nationale weg 9A) is een weg in Vietnam in de provincie Quảng Trị. De weg gaat van Đông Hà naar Lao Bảo, bij de grens met Laos. De weg gaat daar over als Nationale weg 9 van Laos. De Quốc lộ 9A is volledig geasfalteerd.

## Geschiedenis
De weg is in 1930 gebouwd door de Franse kolonisten. Hiermee konden ze van oost naar west het verkeer controleren wat van noord naar zuid ging. De weg heeft een strategische ligging in de bergen en dus ook tijdens de Vietnamoorlog werd er gestreden bij deze weg. Deze weg ligt tussen de zestiende en de zeventiende breedtegraad. DMZ Vietnam was dus dichtbij. De Amerikanen hadden aan het begin van de Vietnamoorlog langs de oever Đông Hà en de nabijheid van de Quốc lộ 9A een zevental militaire bases gebouwd.
QL1 · QL1B · QL1K · QL2 · QL3 · QL4 · QL5 · QL6 · QL7A · QL7B · QL8A · QL8B · QL9A · QL9B · QL12 · QL12A · QL14 · QL14B · QL14C · QL14D · QL14E · QL15 · QL15 (Biên Hoà) · QL18 · QL20 · QL51 · QL55 · QL56